# Traveller (album d'Anoushka Shankar)
Albums de Anoushka Shankar
Breathing Under Water
(2007) Traces of You
(2013)
Traveller est le sixième album d'Anoushka Shankar, sorti le 13 octobre 2011.  L'album a été produit par Javier Limón.

## Critiques
Traveller reçoit globalement de bonnes critiques presse. Ashutosh Ravikrishnan, dans une critique positive parue dans South Asian Diaspora, dit de ce « chef-d'œuvre sombre » que « Traveller est difficile à ignorer. Sa musique vous captive et vous oblige à penser et à sentir ».

## Liste des titres
| 1.    | Inside Me            | Javier Limón, Anoushka Shankar       | 3:19  |
| 2.    | Buleria con Richardo | Pedro Ricardo Miño, Anoushka Shankar | 6:03  |
| 3.    | Krishna              | Anoushka Shankar                     | 5:50  |
| 4.    | Si no puedo veria    | Javier Limón, Anoushka Shankar       | 5:15  |
| 5.    | Dancing in Madness   | Javier Limón, Anoushka Shankar       | 4:29  |
| 6.    | Boy Meets Gril       | Pepe Habichuela, Anoushka Shankar    | 4:56  |
| 7.    | Kanya                | Javier Limón, Anoushka Shankar       | 4:55  |
| 8.    | Traveller            | Anoushka Shankar                     | 3:41  |
| 9.    | Ishq                 | Javier Limón, Anoushka Shankar       | 4:21  |
| 10.   | Casi Uno             | Javier Limón, Anoushka Shankar       | 5:26  |
| 11.   | Bhairavi             | Anoushka Shankar                     | 10:26 |
| 12.   | Lola's Lullaby       | Anoushka Shankar                     | 4:14  |
| 63:05 |                      |                                      |       |

## Crédits album
| - Anoushka Shankar - artiste principale, sitar - Ravi Shankar - compositeur, parolier - Sanjeev Shankar - shehnai - Tanmoy Bose - tabla - Concha Buika - voix - Sanjeev Chimmalgi - voix - Luis Carlos Gago - traduction - Pepe Habichuela -compositeur, guitare - Javier Limón - compositeur, guitare, traduction - Shubha Mudgal - voix - Kenji Ota - tanpura - Pirana - percussion - Mythili Prakash - danceur - Ajay Prasanna - flute - Juan Ruiz - percussion - Pirashanna Thevarajah - ghatam, kanjira, moorsing, mridangam | - Producteurs : Eva Alcántara, Javier Limón, Salomé Limón et Pedro Ricardo Mino - Assistant production : Matthias Spindler - Ingénieurs : Siva Kumar, Salomé Limón, Ben Moore et Rupert Ptaff - Mixage : Mario Alberni et Kellogg Boynton - Direction artistique : Fred Munzmaier - Design : Chika Azuma et Blair Green - Photographie : Bernardo Doral et Nitin Joshi |

## Classements

### Classements hebdomadaires
| Classement (2011)                   | Position |
| ----------------------------------- | -------- |
| Espagne (Promusicae)                | 62       |
| France (SNEP)                       | 144      |
| Classement (2012)                   | Position |
| États-Unis (Top Heatseekers Albums) | 4        |
| États-Unis (World Albums)           | 2        |
| Classement (2013)                   | Position |
| États-Unis (World Albums)           | 2        |

## Distribution
| Pays        | Date            | Label               | Format                 |
| ----------- | --------------- | ------------------- | ---------------------- |
| Australie   | 13 octobre 2011 | Deutsche Grammophon | CD, LP, Téléchargement |
| Allemagne   | 13 octobre 2011 | Deutsche Grammophon | CD, LP, Téléchargement |
| France      | 13 octobre 2011 | Deutsche Grammophon | CD, LP, Téléchargement |
| Royaume-Uni | 13 octobre 2011 | Deutsche Grammophon | CD, LP, Téléchargement |
| États-Unis  | 20 mars 2012    | Deutsche Grammophon | CD, LP, Téléchargement |